# Мапире
Мапире (исп. Mapire) — город на северо-востоке Венесуэлы, на территории штата Ансоатеги. Является административным центром муниципалитета Хосе-Грегорио-Монагас.

## Географическое положение
Мапире расположен в юго-западной части штата, на левом берегу реки Ориноко, вблизи места впадения в неё реки Мапире, на расстоянии приблизительно 255 километров к югу от Барселоны, административного центра штата. Абсолютная высота — 6 метров над уровнем моря.

## Население
По данным Национального института статистики Венесуэлы, численность населения города в 2013 году составляла 5326 человек.

## Транспорт
На северной окраине города находится небольшой одноимённый аэропорт (ICAO: SVME).